# Buškovice
Buškovice (německy Puschwitz) jsou vesnice (bývalé město), část města Podbořany v okrese Louny. Nacházejí se asi 2,5 kilometru západně od Podbořan. Prochází zde silnice II/221. V roce 2011 zde trvale žilo 389 obyvatel.
Buškovice je také název katastrálního území o rozloze 8,8 km². Vesnicí protéká Dolánecký potok.

## Historie
První písemná zmínka o Buškovicích pochází z roku 1197. V té době patřily Buškovice cisterciáckému klášteru ve Waldsassenu. Od konce 13. století do počátku 15. století zde sídlil rod, který se psal s přídomkem z Buškovic. Ve středověku byly Buškovice hlavním střediskem regionu Podbořanska. Význam Buškovic a Podbořan se vyrovnal teprve v 16. století. V letech 1628 a 1668 získaly Buškovice privilegia od císařů Ferdinanda II. a Leopolda I. Před třicetiletou válkou se Buškovice staly součástí panství Krásný Dvůr. V 17. a 18. století se patřily Buškovice střídavě do panství Nepomyšl, Vroutek a později znovu Krásný Dvůr. Ve dvacátých letech 19. století byla nedaleko Buškovic zahájena těžba kaolinu. V roce 1875 byla v Buškovicích otevřena továrna na porcelán. V období první republiky tvořili většinu obyvatel Buškovic Němci. Češi tvořili jen necelá 2 % obyvatel obce. V roce 1981 přestaly být Buškovice samostatnou obcí a staly se součástí Podbořan.

## Obyvatelstvo
Při sčítání lidu v roce 1921 zde žilo 1 458 obyvatel (z toho 706 mužů), z nichž bylo 21 Čechoslováků, 1 415 Němců a 22 cizinců. Až na dvacet evangelíků, jednoho člena jiných nezjišťovaných církví a dva lidi bez vyznání se hlásili k římskokatolické církvi. Podle sčítání lidu z roku 1930 měla vesnice 1 459 obyvatel: 175 Čechoslováků, 1 273 Němců a jedenáct cizinců. Stále převažovala římskokatolická většina, ale žilo zde také 27 evangelíků, tři členové církve československé a sedm lidí bez vyznání.
|           | 1869  | 1880  | 1890  | 1900  | 1910  | 1921  | 1930  | 1950 | 1961 | 1970 | 1980 | 1991 | 2001 | 2011 |
| --------- | ----- | ----- | ----- | ----- | ----- | ----- | ----- | ---- | ---- | ---- | ---- | ---- | ---- | ---- |
| Obyvatelé | 1 080 | 1 111 | 1 262 | 1 412 | 1 555 | 1 458 | 1 459 | 657  | 719  | 608  | 466  | 350  | 325  | 389  |
| Domy      | 154   | 163   | 189   | 224   | 245   | 254   | 263   | 230  | 180  | 174  | 147  | 175  | 178  | 180  |

## Hospodářství

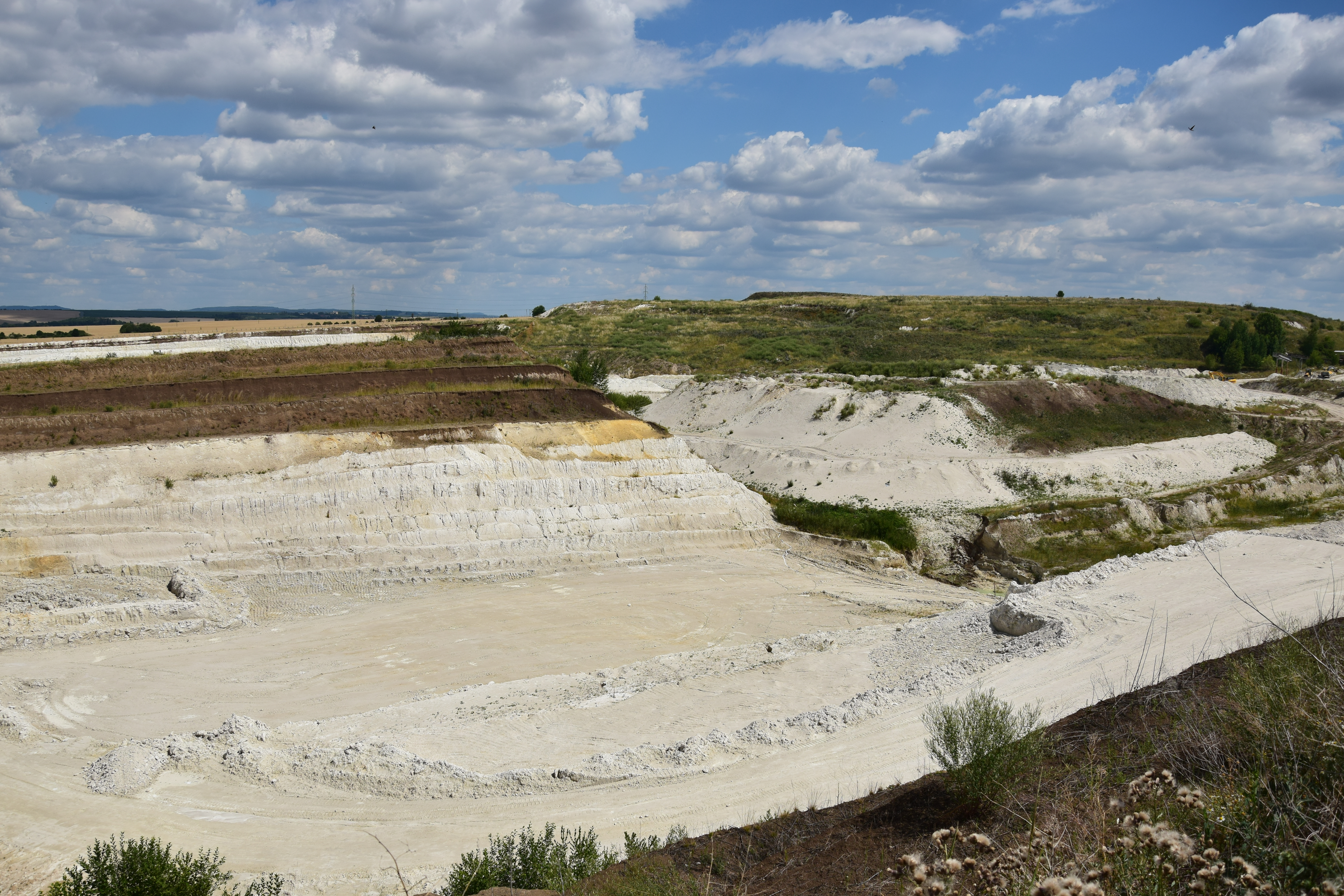
Kaolinový lom mezi severně od vesnice

Severně od vesnice se nachází ložisko kaolinu. Těžbu provádí společnost Kaolin Hlubany, které zde ročně vytěží 180–220 tisíc tun suroviny. Kaolin se nákladními auty odváží do buškovické plavírny a dále se zpracovává v závodu na okraji Hluban, kam se dopravuje potrubím. Po předpokládaném vytěžení ložiska v letech 2023–2025 se těžba posune směrem na východ blíže k Podbořanům.

## Pamětihodnosti
- Kostel Narození Panny Marie – původně gotický ze 14. století v roce 1717 barokně přestavěný.
- Socha svatého Floriána – stojí západně od návsi naproti domu čp. 17
- Socha svatého Jana Nepomuckého – nachází se na severozápadním okraji
- Sloup Nejsvětější Trojice – jižní strana návsi, u domu čp. 127[10]

## Osobnosti
- Paul Felgenhauer (asi 1593 – asi 1677) – teolog, mystik
- Emanuel Zaufal (1837–1910) – lékař, ušní specialista
- Johann Nepomuk Oettl (1801–1866) – duchovní, včelař (pochován na místním hřbitově)

## Galerie

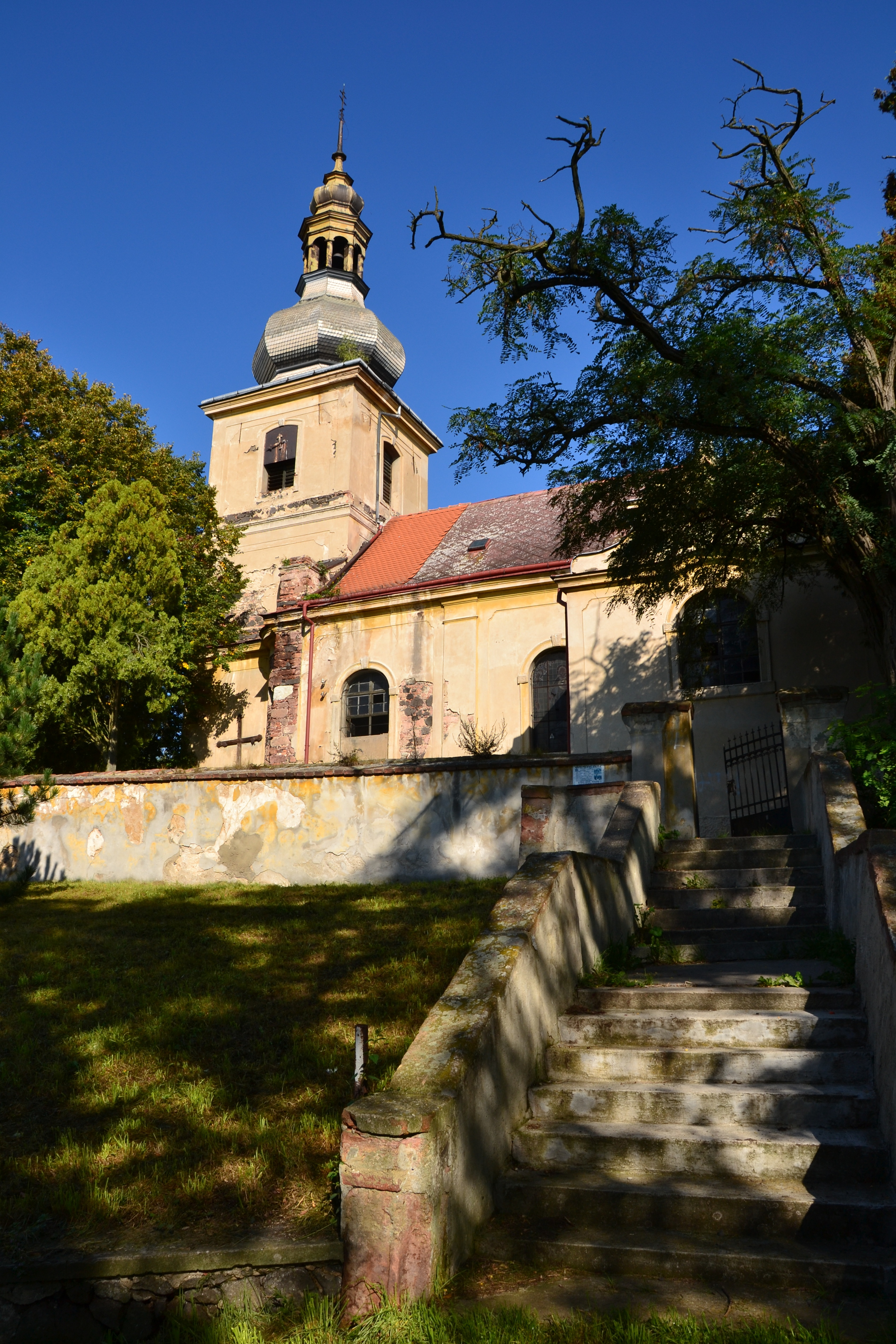
Kostel Narození Panny Marie
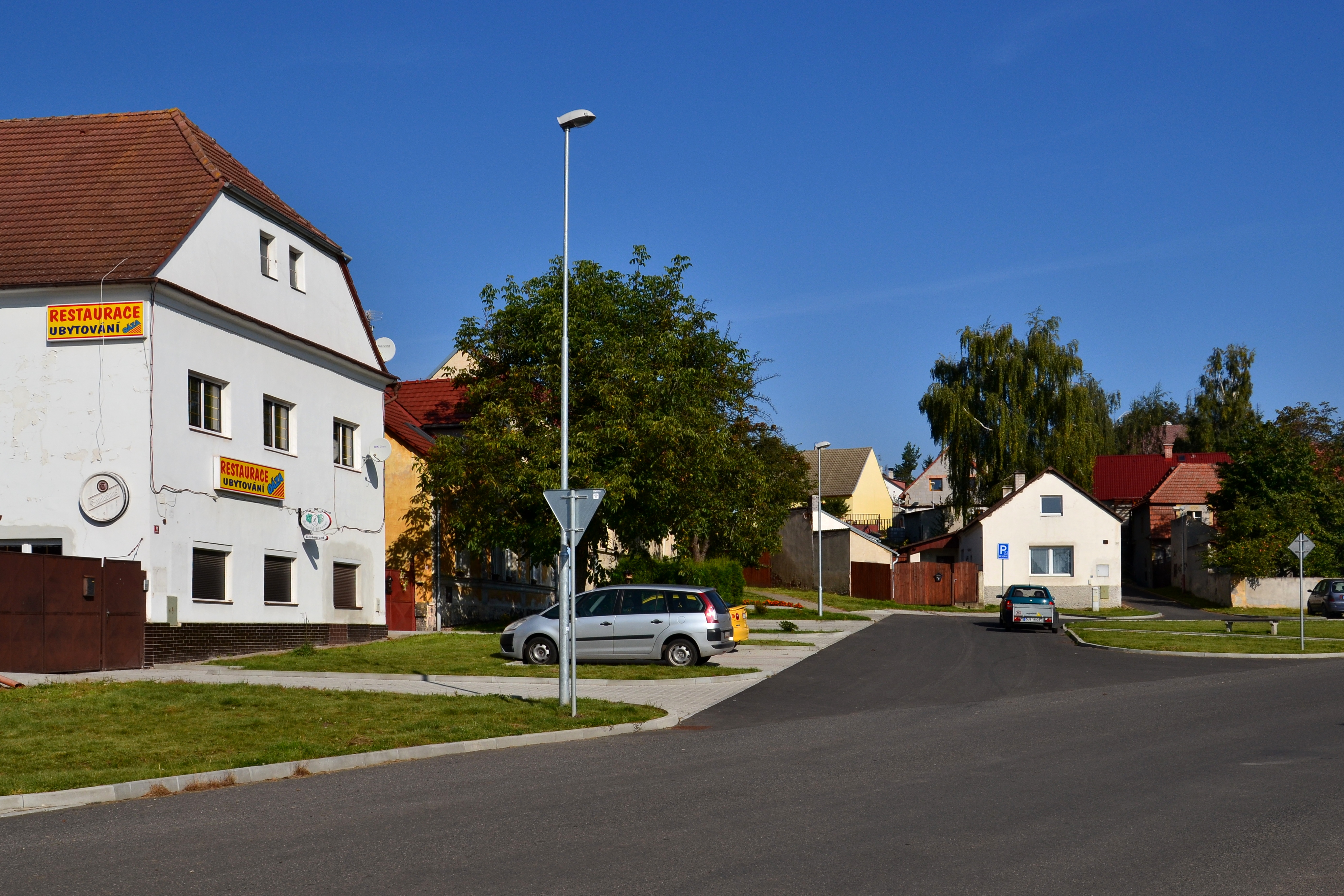
Náves pod kostelem
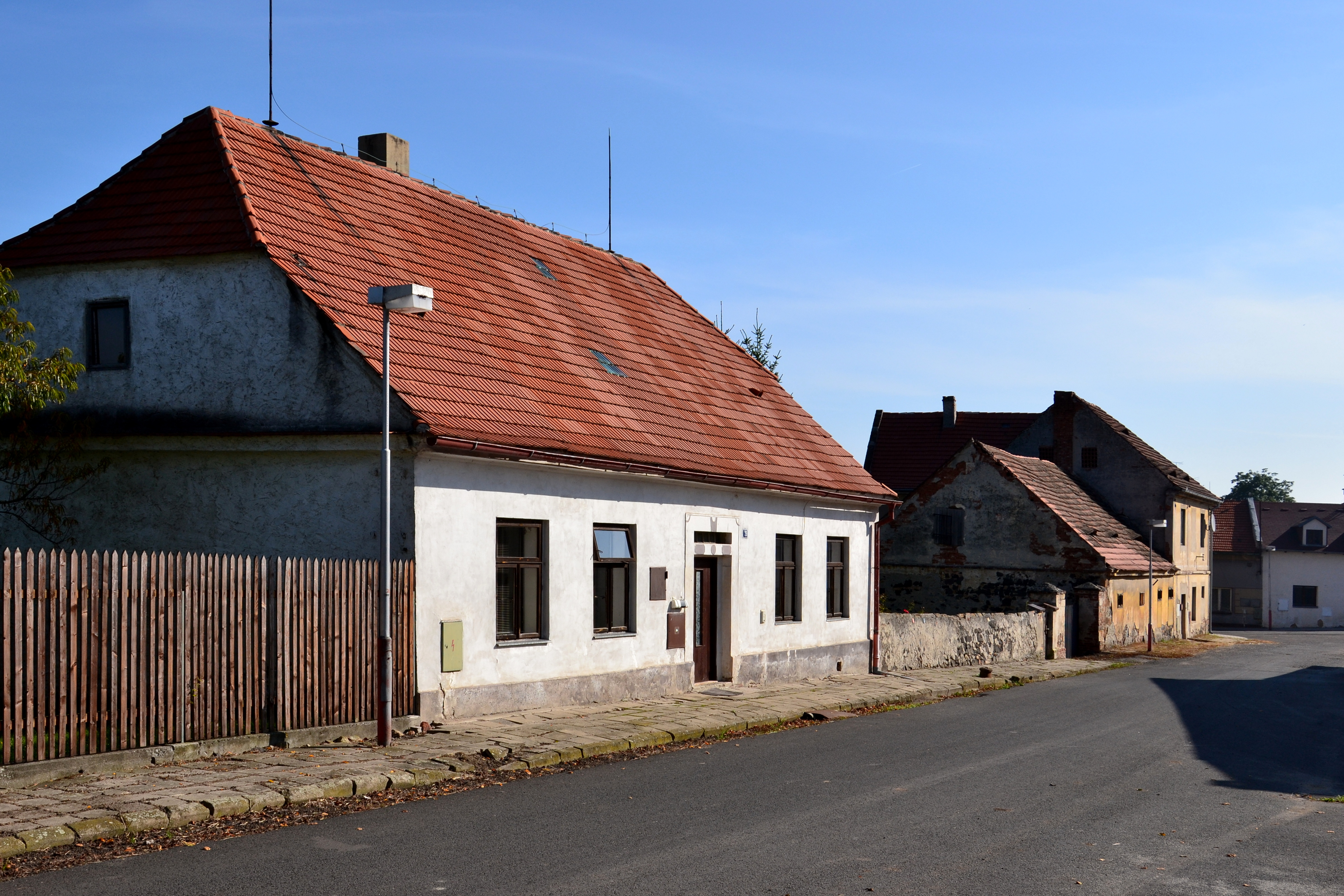
Dům čp. 29 na malé návsi se sochou svatého Floriána
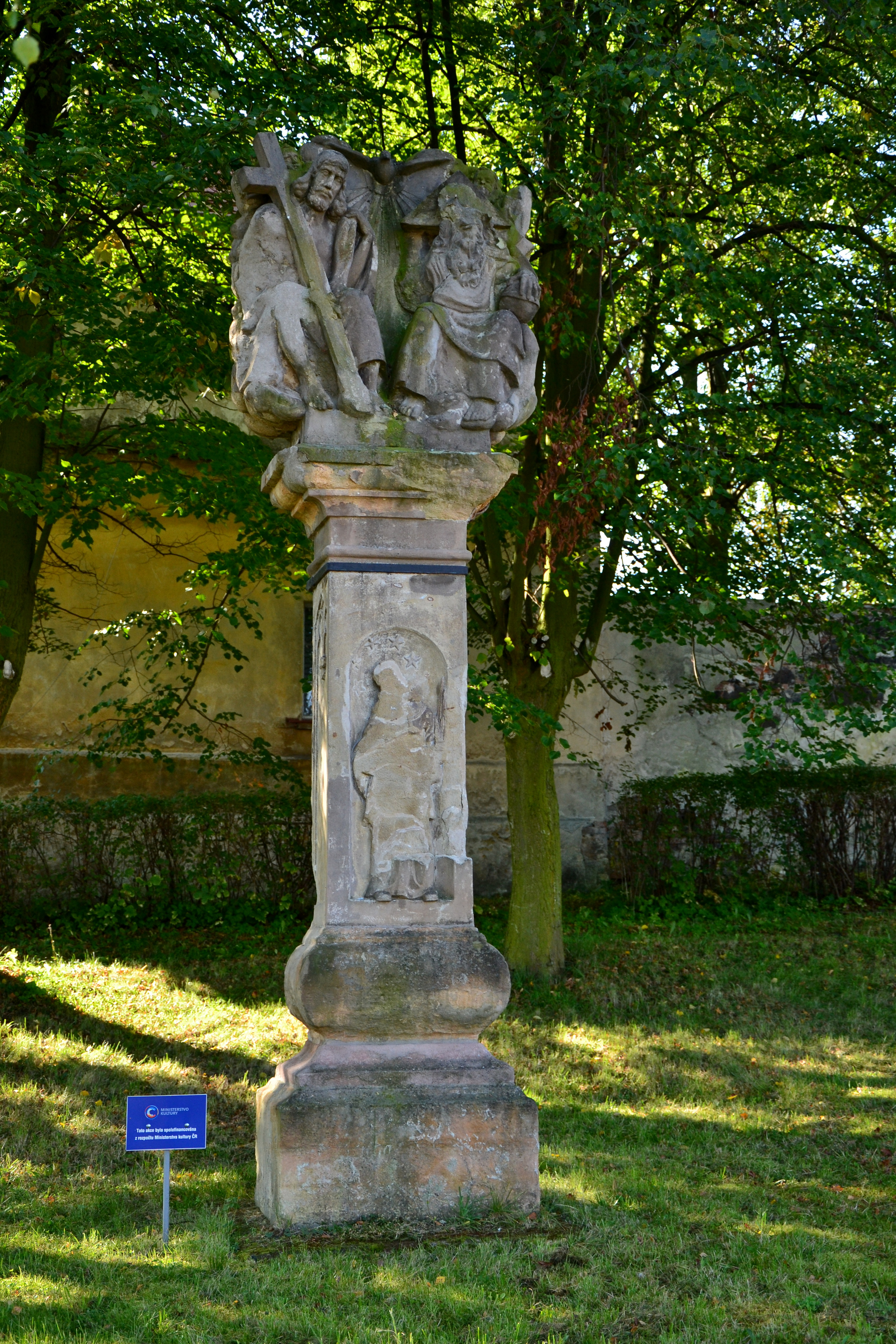
Sloup Nejsvětější Trojice
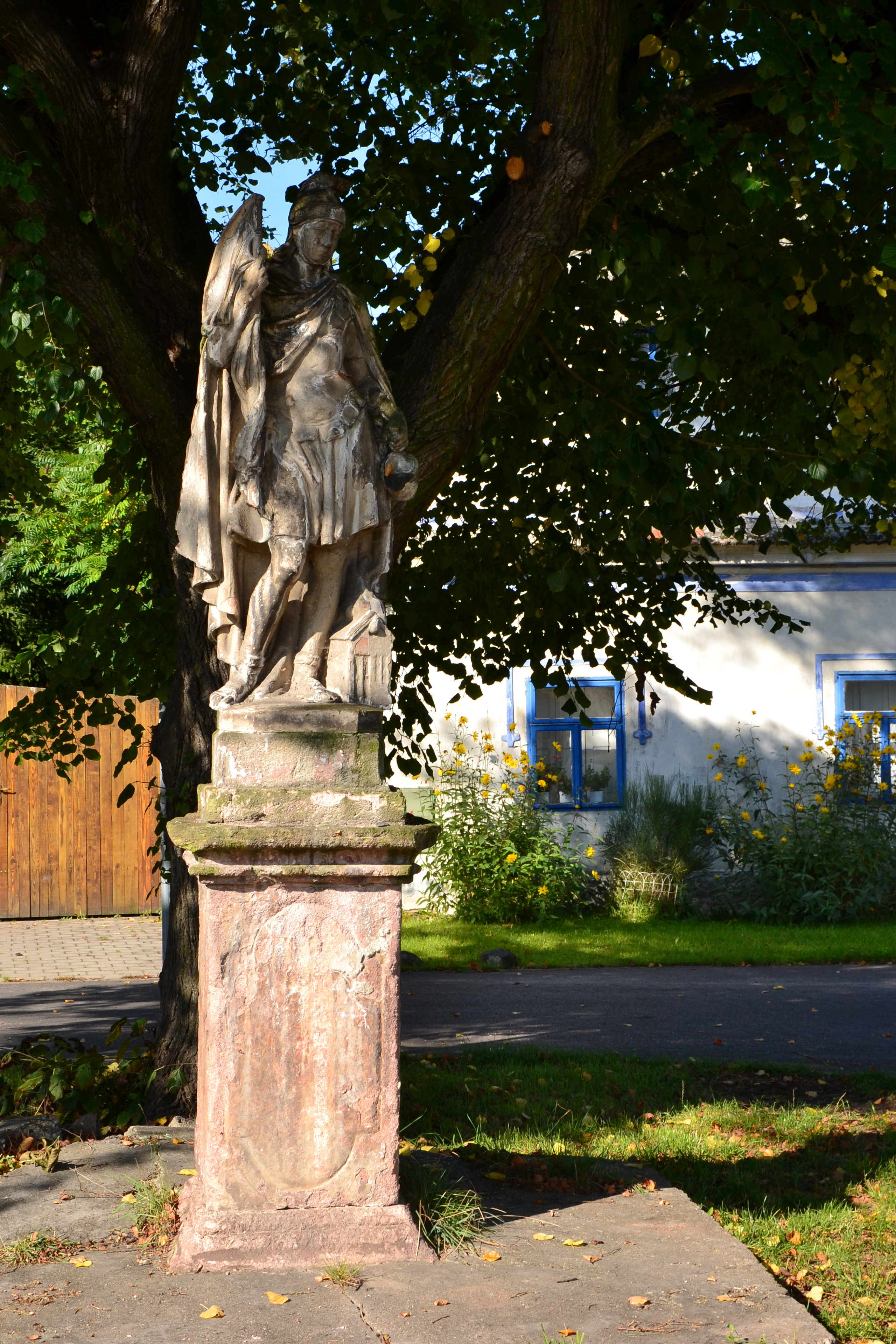
Socha svatého Floriána
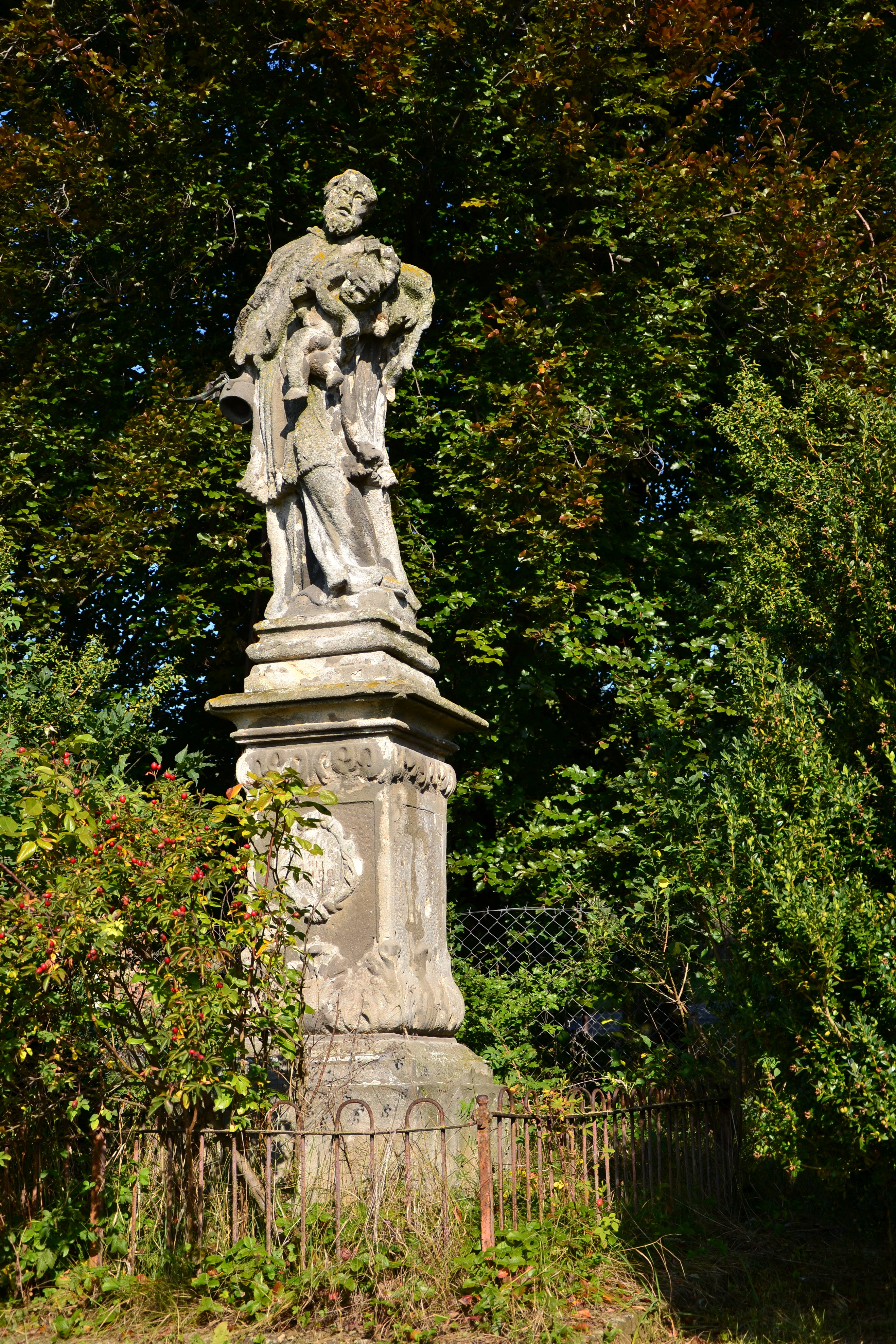
Socha svatého Jana Nepomuckého pod kostelem